# Tatiana Proskouriakoff

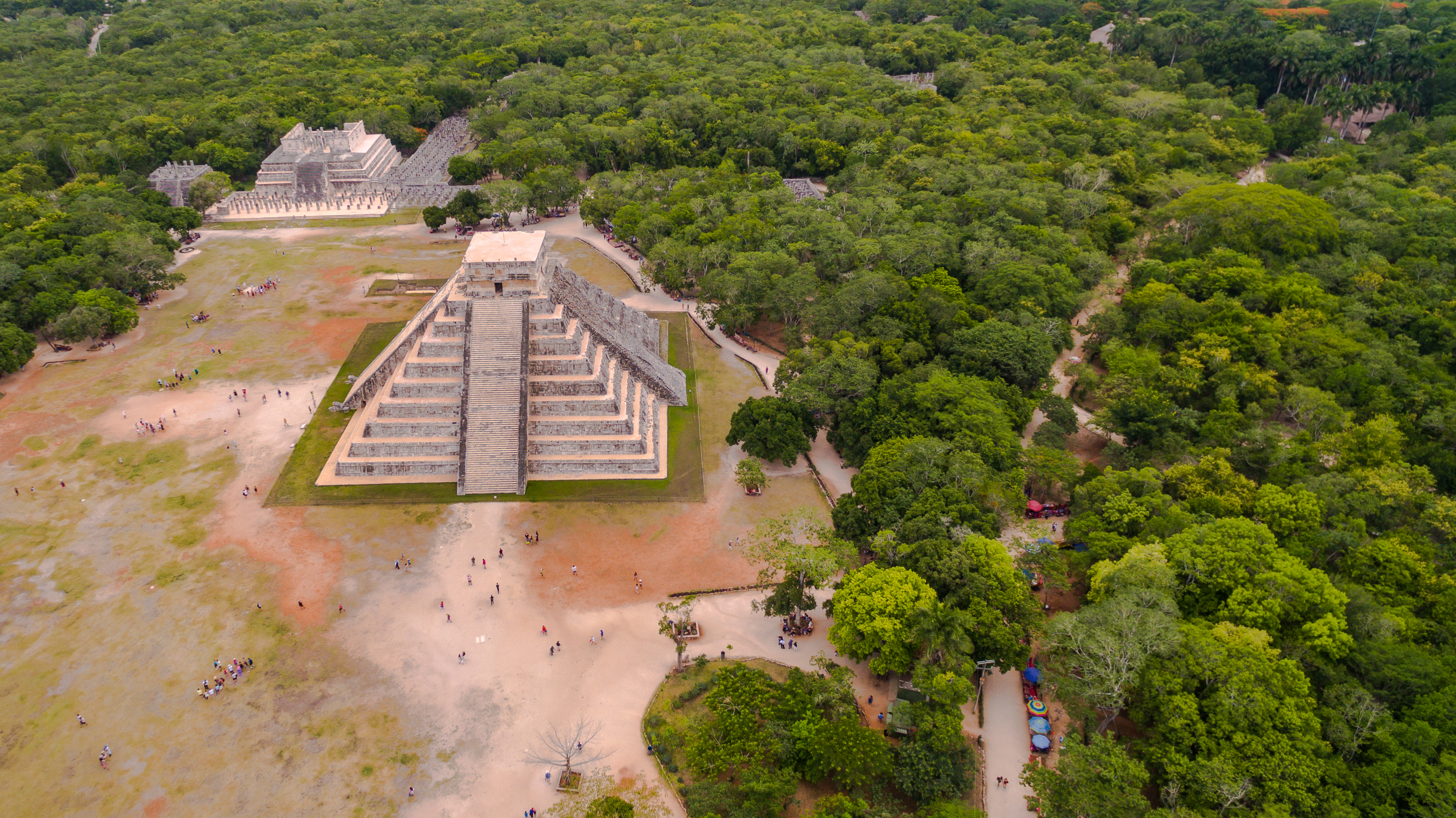
Chichén Itzá, Tatiana Proskouriakoff kutatásainak egyik színtere

Tatiana Proskouriakoff (Tomszk, 1909. január 23. – Cambridge (Massachusetts), 1985. augusztus 30., orosz nyelven Татья́на Авени́ровна Проскуряко́ва) orosz származású amerikai majakutató, régész, a maja civilizációt tanulmányozó tudós, a maja írás megfejtőinek egyike.

## Élete és munkássága
1916-ban költözött szüleivel az Amerikai Egyesült Államokba, 1924-ben kapta meg az amerikai állampolgárságot. 1930-ban fejezte be tanulmányait a Pennsylvania State University építészeti szakán. 1936–1937-ben két régészeti szezonban vett részt kutatásokban a Piedras Negras nevű maja romvárosban Guatemalában. 1939-ben Copán és Chichén Itzá lelőhelyeken végzett kutatásokat. 1940 és 1958 között a washingtoni Carnegie Institution for Science munkatársaként kutatta a maja civilizáció különböző vonatkozásait. 1950 és 1955 között a mayapáni ásatásokon dolgozott. 1958-től 1977-es visszavonulásáig a Harvard Egyetem Peabody Museum of Archaeology and Ethnology nevű intézményében dolgozott. Utolsó éveiben Alzheimer-kórban szenvedett. Halála után hamvait a Piedras Negras-i maja akropoliszban, kutatói karrierje kezdetének helyszínén helyezték el tudós barátai.
Legnagyobb tudományos eredményének a maja civilizáció klasszikus korszaki feliratainak értelmezését tartják, aminek révén bizonyította, hogy a feliratok történelmi eseményeket örökítenek meg. Ezzel kapcsolatos publikációi 1960-tól jelentek meg. 1967-ben előszót írt  a Jurij Valentyinovics Knorozov által a maja írásrendszerről készített monográfia angol fordításához. 
Munkássága megteremtette a maja történelmi írások értelmezésének, ennek révén pedig a maja városállamok történelme kutatásának szilárd alapjait. 1974-ben katalogizálta a Chichén Itzában lévő cenote lelőhelyen talált 1000 jáde tárgyat.

## Publikációi
Proskouriakoff több mint 20 évig dolgozott a maják átfogó történetének megírásán, amit aztán csak halála után, 1993-ban publikáltak. Tanulmányai, cikkei, kötetei közül néhány: 
- An Inscription on a Jade Probably Carved at Piedras Negras Notes on Middle American Archaeology and Ethnology II, 1944
- An Album of Maya Architecture, 1946
- Middle American Art, 1950
- A Study of Classic Maya Sculpture Carnegie Institute of Washington Publication No. 593, 1950
- Varieties of Classic Central Veracruz Sculpture American Anthropology and History LVIII, 1954
- Historical Implications of a Pattern of Dates at Piedras Negras, Guatemala American Antiquity XXV, 1960
- Portraits of Women in Maya Art, 1961
- Lords of the Maya Realm Expedition Magazine IV(1) 1961
- Mayapán, Yucatán, Mexico (with H E D Pollock, A L Smith and R L Roys) Carnegie Institute of Washington Publication No. 619, 1962
- Historical Data in the Inscriptions of Yaxchilan, Part 1 Estudios de Cultura Maya III, 1963
- Historical Data in the Inscriptions of Yaxchilan, Part 2 Estudios de Cultura Maya IV, 1964
- Olmec and Maya Art: Problems of Their Stylistic Relation Dumbarton Oaks Conference on the Olmec, 1968
- Classic Art of Central Veracruz Handbook of Middle American Indians Vol XI, 1971
- Jades from the Cenote of Sacrifice
- Maya History, 1993 (ISBN 978-0-292-76600-6)
- Graphic designs on Mesoamerican pottery
- Maya calendar round dates such as 9 Ahau 17 Mol
- The Maya : An Introduction (with L S Spotnitz, J A Sabloff and G R Willey)

## Elismerései
- Az American Anthropological Association, az amerikai antropológiai társaság tagja
- Alfred V. Kidder Medal amerikai régészeti érem, 1962
- Woman of the Year by Penn State, 1971
- Orden del Quetzal, Guatemala legmagasabb kitüntetése, 1980
- Tulane University tiszteletbeli doktor, 1977
- Az American Philosophical Society tagja, 1981[2]

## Fordítás
- Ez a szócikk részben vagy egészben  a   Tatiana Proskouriakoff című angol Wikipédia-szócikk ezen változatának fordításán alapul.  Az eredeti cikk szerkesztőit annak laptörténete sorolja fel. Ez a jelzés csupán a megfogalmazás eredetét és a szerzői jogokat jelzi, nem szolgál a cikkben szereplő információk forrásmegjelöléseként.